# Ponto Final (Macau)
O Ponto Final (em chinês: 句號報) é um dos três jornais diários em língua portuguesa da Região Administrativa Especial de Macau (RAEM) da República Popular da China.

## História
Criado a 18 de dezembro de 1991 por Paulo Aido e Carlos Carvalho, o Ponto Final começou por ser um jornal diário, com páginas em tamanho A4. Teve como primeiro director Herculano Estorninho.
Depois de cerca de um ano com este estilo e periodicidade, a publicação foi temporariamente suspensa para dar lugar a um novo conceito. Adoptou-se o formato tabloide e passou a ser um semanário, dirigido primeiro por Pedro Correia e mais tarde por Luís Ortet.
O jornal passou a ser publicado de segunda a sexta-feira, a partir de fevereiro de 2002, passando a ter como director Ricardo Pinto. Foi dirigido por Isabel Castro de julho de 2010 até ao início de fevereiro de 2012 e por Paulo Rego até agosto de 2013. Maria João Caetano prosseguiu o trabalho como directora até março de 2015, seguindo-se Marco Carvalho até final de 2017.
O jornal, considerado diário, não se publica aos sábados, domingos e feriados. Normalmente imprime 16 páginas durante a semana, sendo que às sextas-feiras ou em alturas especiais podem chegar a ser impressas 24 páginas. Todo o conteúdo do jornal é carregado no site oficial.
Em fevereiro de 2007, foi lançada a versão anglófona do jornal, em formato de revista, intitulada Macau Closer.
O Ponto Final organiza, desde 2011, o Festival Literário de Macau – Rota das Letras.
Em maio de 2024, a Praia Grande Edições, proprietária do jornal, assinou um protocolo tripartido com o Instituto Português do Oriente e com o Instituto Internacional da Língua Portuguesa, de forma a ceder o acervo digital do jornal. O objetivo é permitir a investigação e a elaboração de materiais por parte dos dois organismos.
A partir de Maio de 2025 passou a ter uma edição totalmente a cores.

### Actual estrutura do jornal
Proprietário e Director: Ricardo Pinto

Editor: Pedro André Santos

Redacção: André Vinagre, Catarina Chan e Elói Carvalho

Fotografia: Elói Carvalho, Pedro André Santos, Gonçalo Lobo Pinheiro/Arquivo e Eduardo Martins/Arquivo; Agência Lusa

Secretárias de Redacção e Publicidade: Flávia Chan e Nolvia Kuok (na Macau Closer)

Colaboradores: Catarina Domingues, Hélder Beja, João Carlos Malta e Sara Figueiredo Costa

Colunistas: Arnaldo Gonçalves, Carlos Piteira, José Luís Peixoto, Maria José de Freitas, Michael Share e Sonny Lo

Design: Inês Campos Alves

Paginação: Catarina Lopes Alves e José Figueiredo